# Stadion Miejski w Rogaškiej Slatinie
Stadion Miejski – stadion piłkarski w Rogaškiej Slatinie, w Słowenii. Obiekt może pomieścić 1000 widzów, z czego 400  miejsc jest siedzących (250 na zadaszonej trybunie głównej). Na stadionie swoje spotkania rozgrywają piłkarze klubu NK Rogaška (w przeszłości gospodarzem obiektu był dawny pierwszoligowy NK Steklar).